# Selección de baloncesto de la FUBB
La Selección de baloncesto de la FUBB, también conocido como Uruguay Elite Team, es el equipo formado por jugadores que representan a la Federación Uruguaya de Basketball. En su mayoría son de nacionalidad uruguaya, pero también se incluyen jugadores extranjeros que compitan en la Liga Uruguaya de Básquetbol.
El debut de la Selección de la Liga Uruguaya de Básquetbol, fue en el marco del torneo de la NBA G-League International Challenge, realizado en septiembre de 2019 en Uruguay.

## Historia
El primer partido del Uruguay Elite Team fue ante el club Capitanes de México, vicecampeón del torneo en aquel país, con victoria por 81-71.

## Plantilla actual

### Selección 2019
Este es el equipo que fue convocado para disputar NBA G-League International Challenge 2019 en representación de la FUBB.
El Uruguay Elite Team está integrado por:
15-Facundo Terra (Hebraica Macabi) Base 1,92 m 21 años
8- Martín Rojas (Biguá) Ala-Pívot 1,95 m 21 años
23- Agustín Da Costa (Defensor Sporting) AyudaBase 1,96 m 20 años
9-Santiago Véscovi (NBA Academy) Base 1,89 m 18 años
6-Santiago Moglia (Nacional) AyudaBase/Alero 1,96 m 29 años
41-Demian Álvarez (Biguá) Alero 1,93 m 34 años
33-Kiril Wachsmann (Malvín) Pívot 2,03 m 34 años
3- Keyron Sheard (estadounidense, de Deportivo Viedma de Argentina) Base 1,88 m 32 años
2-Anthony Danridge (estadounidense, de Trouville) Alero 1,96 m 33 años
21-Tyrone Lee (estadounidense, de Urunday Universitario) AlaPívot 2,03 m 29 años
34-Rick Jackson (estadounidense, de Goes) Pívot 2,06 m 30 años
91-Zygimantas Riauka (lituano, de Olimpia) Pívot 2,06 m 26 años

Por otra parte, el entrenador es Edgardo Kogan, director técnico de la selección uruguaya.